# Regering-Anselme (Franse Gemeenschap)
De regering-Anselme (7 januari 1992 - 6 mei 1993) was een Franse Gemeenschapsregering, onder leiding van Bernard Anselme. De regering bestond uit de twee partijen: PS (53 zetels) en PSC (27 zetels). Ze volgde de regering-Féaux op, na de verkiezingen van 24 november 1991 en werd opgevolgd door de regering-Onkelinx I, die gevormd werd na het ontslag van minister-president Bernard Anselme om minister van Sociale Zaken te worden in de regering-Dehaene I.

## Samenstelling
De regering-Anselme telde vier ministers: drie voor de PS en een voor de PSC.
| Ambtsbekleder | Ambtsbekleder | Ambtsbekleder          | Functie en bevoegdheden       | Functie en bevoegdheden                                            | Termijn                     | Partij |
| ------------- | ------------- | ---------------------- | ----------------------------- | ------------------------------------------------------------------ | --------------------------- | ------ |
|               |               | Bernard Anselme (1945) | Minister-president / Minister | Cultuur                                                            | 7 januari 1992 - 6 mei 1993 | PS     |
|               |               | Michel Lebrun (1949)   | Minister                      | Hoger Onderwijs Wetenschappelijk Onderzoek Internationale Relaties | 7 januari 1992 - 6 mei 1993 | PSC    |
|               |               | Elio Di Rupo (1951)    | Minister                      | Onderwijs                                                          | 7 januari 1992 - 6 mei 1993 | PS     |
|               |               | Magda De Galan (1946)  | Minister                      | Sociale Aangelegenheden en Gezondheid                              | 7 januari 1992 - 6 mei 1993 | PS     |

Moureaux I · 
Monfils · 
Moureaux II · 
Féaux · 
Anselme · 
Onkelinx I · 
Onkelinx II · 
Hasquin ·
Arena ·
Demotte I ·
Demotte II ·
Demotte III ·
Jeholet ·
Degryse